# San Francisco de Dos Ríos
San Francisco de Dos Ríos es el distrito número 6 del cantón de San José en la provincia homónima. Es un distrito principalmente residencial. 

## Toponimia
El distrito debe su nombre a San Francisco de Asís, santo italiano patrono de los animales. Los dos ríos de su nombre son el Río Tiribí y el Río María Aguilar, que delimitan el distrito al sur (marcando su límite con Desamparados) y norte (donde limita con Zapote) respectivamente.

## Ubicación
San Francisco de Dos Ríos se ubica en el sureste del cantón central de San José. Sus límites son al sur con el cantón de Desamparados, al este con el cantón de Curridabat, al norte con el distrito de Zapote y al oeste con el  distrito de San Sebastián.

## Geografía
San Francisco de Dos Ríos cuenta con un área de 2,64 km² y una altitud media de 1168 m s. n. m.

## Demografía
Para el año 2022, San Francisco de Dos Ríos cuenta con una población estimada de 21 682 habitantes, y para el último censo efectuado, en 2011, San Francisco de Dos Ríos contaba con una población de 20 209 habitantes.
En San Francisco de Dos Ríos existe presencia afro-costarricense, nicaragüense, colombiana, china y estadounidense, que se vincula con actividades religiosas. También hay otras poblaciones como descendientes de europeos, aunque en cantidades reducidas.
De acuerdo con los censos de los años 2000 y 2011, la población de San Francisco de Dos Ríos nacida en el extranjero se distribuye de la siguiente forma.
| País de Nacimiento       | Total 2000 | % Extranjeros | Total 2011 | % Extranjeros |
| ------------------------ | ---------- | ------------- | ---------- | ------------- |
| Nicaragua                | 897        | 42,1          | 1.066      | 50,7          |
| Estados Unidos           | 288        | 13,5          | 230        | 10,9          |
| Colombia                 | 78         | 3,7           | 202        | 9,6           |
| China                    | 78         | 3,7           | 77         | 3,7           |
| Perú                     | 60         | 2,8           | 61         | 2,9           |
| Nacidos en el extranjero | 2.133      | 100,0         | 2.102      | 100,0         |

## Barrios

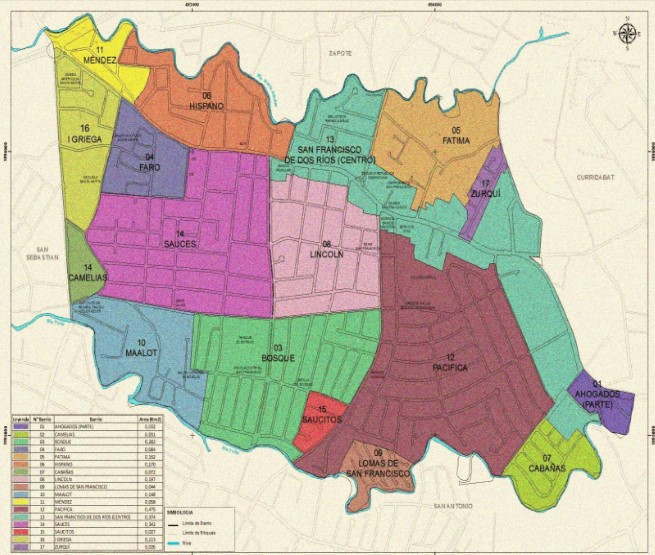
Mapa de San Francisco de Dos Ríos

El distrito se divide en 19 barrios:
- Ahogados
- Cabañas
- Camelias
- Coopeguaria
- El Bosque
- El Faro
- Fátima
- El Hispano
- Lincoln
- Lomas de San Francisco
- Maalot
- Las Fresas (Barrios La Pacífica y Parque Méndez)
- San Francisco
- Los Sauces
- Los Saucitos
- Y Griega
- Zona Industrial
- Zurquí
- La Pacífica

## Economía
La economía de San Francisco se basa principalmente en comercio e industria. Las actividades industriales se desarrollan sobre todo al norte de la localidad (a lo largo de la calle principal), y en el área de Los Moteles, cercana a Curridabat en el este. Existen un gran número de empresas transformadoras de plástico en el área.
El comercio en el distrito de San Francisco también se concentra en la calle principal, que lo conecta con la Carretera de Circunvalación, y en la Radial a Desamparados, vía que comunica con Zapote y el cantón de Desamparados. En estas zonas predominan bares, restaurantes, panaderías, pizzerías y otros comercios menores, con mayor actividad durante la noche debido a la naturaleza de sus servicios.
Asimismo, existen varias escuelas privadas e instituciones dedicadas a la enseñanza de idiomas, entre ellas la Escuela de Lengua Española.

## Infraestructura y transporte
Los diversos barrios de San Francisco de Dos Ríos se comunican con otras localidades del cantón por medio de numerosas líneas de buses urbanos. Además, los buses de la Periférica conectan a la localidad con otras comunidades cercanas.
Las principales vías vehiculares de San Francisco de Dos Ríos son la calle principal, que conecta al distrito con la Carretera de Circunvalación al oeste y La Colina al este, y la Radial a Desamparados que conecta con San Antonio de Desamparados al sur.
Dentro de las rutas de autobús que brindan el transporte a este sector se encuentran 04 y la 85, que comunican a las localidades aledañas así como con el casco central de la ciudad de San José.

### Carreteras
Al distrito lo atraviesan las siguientes rutas nacionales de carretera:
- Ruta nacional 39
- Ruta nacional 204
- Ruta nacional 207
- Ruta nacional 209
- Ruta nacional 211

## Cultura

### Religión
La mayoría de la población es —al menos nominalmente— católica, y en San Francisco de Dos Ríos existen iglesias de diversos tamaños, tales como la Iglesia de San Francisco de Dos Ríos (situada diagonal a la Escuela República Dominicana en el centro del distrito) o la Iglesia de El Bosque.
En el distrito existen iglesias evangélicas de diversas denominaciones, una iglesia mormona, un «salón del reino» de los testigos de Jehová (ambas en el Boulevard de El Bosque), una iglesia adventista y una Iglesia del Nazareno en El Bosque.

### Espacios urbanos
- Parque Okayama: fue construido en conjunto con la ciudad japonesa del mismo nombre, y su diseño se basa en el parque de dicha ciudad. Cuenta con estanque de patos, cascadas, fuentes, jardín de piedra, espacio para niños y otros elementos de la cultura japonesa. San Francisco de Dos Ríos está hermanada con Okayama.
- Parque de San Francisco de Dos Ríos: también llamado Parque República Dominicana, al estar contiguo a la escuela del mismo nombre, sirve de explanada para la iglesia católica del distrito, a la vez que es área de esparcimiento para la Escuela República Dominicana.
- Polideportivo: cuenta con canchas de fútbol, baloncesto, béisbol, pista de atletismo, juegos infantiles, graderías, salón comunal y un gimnasio cubierto multiuso. Abre al amanecer y cierra al anochecer, aunque 3 veces por semana sirve para encuentros nocturnos de fútbol. Además de que cada cierto tiempo, su cancha de fútbol bajo techo sirve para actividades, tales como bingos, organizadas por la Iglesia Católica de la comunidad de San Francisco de dos Ríos.
- Parque Méndez: relativamente pequeño, se ubica en Barrio Méndez, y sirve también de parada de bus.
- Parque Cinco Esquinas: ubicado en el barrio del mismo nombre, este pequeño parque fue ampliado en el año 2001, es utilizado principalmente por los niños y jóvenes del lugar. Recientemente, la Municipalidad de San José construyó una sala de juegos en él.
- Parque de El Bosque: Es un área verde con árboles de diversos tipos, incluyendo ciprés. Posee juegos infantiles, cancha de fútbol y basketball, y diversas áreas de pic nic, que entre semana son frecuentadas por adolescentes de la zona.
- Parque de Los Sauces: Área verde con árboles, juegos para niños y bancas. Cercano al Abastecedor de los Sauces.
- Parque La Copa: Es un área verde con una cancha de baloncesto, una cancha de fútbol y juegos para niños tales como pasamanos, sube-y-baja, columpios, etc.